# Wilhelm Gehring
Wilhelm Gerhard Gehring (* 14. Januar 1901 in Osnabrück; † 24. Januar 1948 in Krakau) war ein deutscher SS-Hauptscharführer im KZ Auschwitz, der nach dem Zweiten Weltkrieg als NS-Kriegsverbrecher hingerichtet wurde.

## Leben
Gehring war von Beruf Schlosser. Er trat nach der Machtergreifung der Nationalsozialisten zum 1. Mai 1933 der NSDAP (Mitgliedsnummer 1.850.129) und 1934 der SS bei. Er gehörte von 1936 bis Ende 1941 der Lager-SS des KZ Sachsenhausen an und war zwischenzeitlich von 1939 bis 1941 im Sachsenhausener Außenkommando Wewelsburg eingesetzt.
Im Januar 1942 wurde er in das KZ Auschwitz versetzt, wo er zunächst beim Kommandanturstab tätig war. Ab Ende März 1942 war er Aufseher im Block 11, des Stammlagers des KZ Auschwitz, wo sich das Lagergefängnis befand. Er gehörte zu den SS-Männern, die an der Schwarzen Wand Häftlinge erschossen. Ab 1944 war er Blockführer im KZ Monowitz. Am 18. Juli 1944 löste er Josef Remmele als Lagerführer des KZ Eintrachthütte ab, einem Außenlager des KZ Auschwitz, und blieb in dieser Funktion bis zur Evakuierung des KZ Auschwitz im Januar 1945.
Nach dem Ende des Zweiten Weltkrieges wurde Gehring im Krakauer Auschwitzprozess vor dem Obersten Nationalen Tribunal Polens am 22. Dezember 1947 zum Tode durch den Strang verurteilt. Laut dem Urteil hatte er Häftlinge teils so schwer misshandelt, dass „man seine Opfer manchmal sogar direkt ins Leichenhaus bringen musste“. Er wurde im Januar 1948 hingerichtet.